# Крістіан Парш
Парш Крістіан (угор. Pars Krisztián, 18 лютого 1982) — угорський легкоатлет, олімпійський чемпіон та медаліст.

## Виступи на Олімпіадах
| Олімпіада   | Дисципліна     | Місце |
| ----------- | -------------- | ----- |
| Афіни 2004  | метання молота | 5     |
| Пекін 2008  | метання молота | 2     |
| Лондон 2012 | метання молота | 1     |
| Ріо 2016    | метання молота | 7     |